# 美食法庭
《美食法庭》（英語：Food Court），是香港有線電視服務有限公司拍攝製作的飲食節目系列。由蔣怡、陳樹鵬、余迪偉、林曉峰主持。在有線電視娛樂台逢星期日19:00-20:00播出。
節目內容分為三部份。分別為《咁食咁講》、《星級有排嘆》以及《廚神P》。《星級有排嘆》係每集播出4-5段，由主持人親自到米芝蓮指南內之餐廳進食，並挑選一款食物作詳細介紹。其餘主持人於觀看片段後為該餐廳評分，最低為一星，最高為四星。

## 外部連結
- （繁體中文）http://ent.i-cable.com/cen/program_foodcourt/review_star.php （页面存档备份，存于） -美食法庭@有線寬頻i-Cable